# Международная федерация волейбола
Международная федерация волейбола (фр. Fédération Internationale de Volleyball, сокр. FIVB, в русской транслитерации ФИВБ) — управляющая всем мировым волейболом структура, объединяет 222 национальные федерации. Штаб-квартира находится в швейцарском городе Лозанна, президентом организации с 2024 года является Фабио Диас Азеведо (Бразилия).

## История
Первая попытка создания международного волейбольного объединения была предпринята в середине 1930-х годов, когда в августе 1936 во время Олимпийских игр в Берлине при Международной любительской федерации гандбола была создана отдельная техническая комиссия по волейболу. Начатую работу прервала Вторая мировая война. 
После окончания войны была предпринята следующая попытка организации мирового объединения по волейболу. 26 августа 1946 года в Праге (Чехословакия) состоялась встреча представителей национальных федераций Чехословакии, Польши и Франции, на которой обсуждались процедурные вопросы по созданию международного объединения волейбольных федераций.
Международная федерация волейбола (ФИВБ) была образована 20 апреля 1947 года на учредительном Конгрессе в Париже (Франция) с участием представителей 14 национальных федераций (Бельгии, Бразилии, Венгрии, Египта, Италии, Нидерландов, Польши, Португалии, Румынии, США, Уругвая, Франции, Чехословакии и Югославии) с 5 континентов. Первым президентом организации был избран француз Поль Либо. Были утверждены официальные международные правила игры, образованы арбитражная комиссия и комиссия по разработке и совершенствованию правил игры. Официальными языками ФИВБ стали английский и французский. 
В сентябре 1948 года в Риме ФИВБ провела первый чемпионат Европы среди мужских команд, а в сентябре 1949 в Праге (Чехословакия) — первый чемпионат мира по волейболу среди мужчин и первый чемпионат Европы среди женщин. В том же году Конгресс ФИВБ принял Всесоюзную секцию волейбола в официальные члены и поручил ей проведение чемпионатов мира 1952 года среди мужских и женских команд. Русский язык также был признан официальным языком ФИВБ.
24 сентября 1957 года 53-я сессия МОК признала волейбол олимпийским видом спорта.
В 1961 году VIII Конгресс ФИВБ, проходивший в Марселе, принял решение о создании в своей структуре пяти континентальных комиссий, которым поручил организацию и развитие волейбола в странах, расположенных в Европе, Азии (включая Австралию и Океанию), Африке, Северной Америке и Южной Америке.
В 1964 году в программе Олимпийских игр, проходивших в Токио, впервые состоялись соревнования по волейболу.
В 1965 году в Польше проведено новое соревнование — розыгрыш Кубка мира среди мужских команд, а в 1973 в Уругвае — аналогичный турнир и среди женщин.
В 1972 году Конгресс ФИВБ принимает решение о переименовании континентальных комиссий в континентальные конфедерации. Созданы следующие конфедерации: Азиатская (AVC), Африканская (CAVB), Европейская (CEV), Северной, Центральной Америки и стран Карибского бассейна (NORCECA) и Южной Америки (CSV).
В 1977 году в Бразилии были проведены первые чемпионаты мира среди молодёжных команд.
В 1984 году президентом ФИВБ избран мексиканец Рубен Акоста Эрнандес, штаб-квартира федерации переезжает из Парижа в Лозанну. По инициативе Акосты происходят многочисленные реформы в волейболе — в 1993 году появляются коммерческие турниры (Мировая лига и Гран-при), существенно изменяются и правила самой игры (система «ралли-пойнт», появление либеро). В 1996 году пляжный волейбол приобретает статус олимпийского вида спорта. На XXXI Конгрессе ФИВБ, проходившем 16—17 июня 2008 года в Дубае, Акоста за два года до истечения своих полномочий оставил пост президента, его преемником стал Вэй Цзичжун. 21 сентября 2012 года на XXXIII Конгрессе в Анахайме (Калифорния) новым президентом организации выбран бразилец Ари Граса. 16 ноября 2024 года на XXXIX Конгрессе в Порту (Португалия) президентом ФИВБ избран его соотечественник Фабио Азеведо.
В настоящее время ФИВБ является самой крупной спортивной организацией в мире, объединяя 222 национальные федерации.

## Президенты ФИВБ
1947—1984 —  Поль Либо
1984—2008 —  Рубен Акоста Эрнандес
2008—2012 —  Вэй Цзичжун
2012—2024 —  Ари да Силва Граса Фильо
с 2024 —  Фабио Диас Азеведо

## Структура ФИВБ
Высший орган Международной федерации волейбола — Мировой Конгресс, который созывается один раз в два года (во время проведения чемпионатов мира и в год проведения Олимпийских игр). С момента создания ФИВБ (с 1947 года) проведено 39 Конгрессов. Последний прошёл с 15 по 17 ноября 2024 года в Порту (Португалия).
В работе Конгресса приглашаются принять участие все национальные федерации, являющиеся членами ФИВБ или кандидатами на вступление в эту организацию.
Для решения задач, поставленных Конгрессом перед ФИВБ, а также уставных требований, делегаты Конгресса сроком на 4 года избирают Административный совет в количестве не менее 32 человек (президент ФИВБ, президенты континентальных конфедераций (5), представители континентальных конфедераций (24 — 8 от CEV, 6 от AVC, 4 от NORCECA, по 3 от CSV и CAVB), представители гендерных меньшинств (2)). Из состава своих членов Административный совет избирает Исполнительный комитет (президент ФИВБ, президенты континентальных конфедераций (5), представители континентальных конфедераций (5), оба представителя гендерных меньшинств), который проводит в жизнь решения Конгресса, а также организует повседневную деятельность ФИВБ. Руководит его работой Президент Международной федерации волейбола, избираемый Конгрессом сроком на 4 года (не более двух сроков).
Для решения специальных задач, стоящих перед ФИВБ, в её структуре созданы постоянные технические комиссии и советы:
- Комиссии ФИВБ (всего 14): спортсменов, по пляжному волейболу, по развитию, финансовая, по внутреннему аудиту, юридическая, медицинская, по правилам игры и судейству, по расширению прав и возможностей, тренерская, по коммуникации, по массовому и снежному волейболу, по игровым технологиям и инновациям, по наследию.
- Советы ФИВБ (всего 3): по волейболу, по волейбольным лигам и клубам, по Лиге наций.

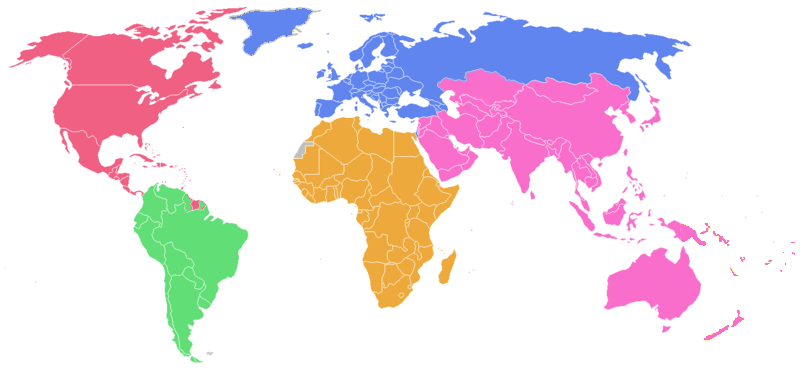
Карта мира с разделением по конфедерациям.
CEV
AVC
CAVB
NORCECA
CSV

ФИВБ разделена на 5 континентальных конфедераций, которые являются структурными подразделениями ФИВБ. Они полномочные представители ФИВБ в своих географических зонах. Национальные федерации являются одновременно членами ФИВБ и своей региональной конфедерации. Обычно страна является членом конфедерации своего региона, однако существуют некоторые исключения.
Список региональных объединений выглядит следующим образом:
- Азиатская конфедерация волейбола (AVC) — Азия, Австралия и Океания;
- Африканская конфедерация волейбола (CAVB) — Африка;
- Европейская конфедерация волейбола (CEV) — Европа;
- Конфедерация волейбола Северной, Центральной Америки и Карибского бассейна (NORCECA) — Северная Америка, Центральная Америка и страны Карибского бассейна;
- Южноамериканская конфедерация волейбола (CSV) — Южная Америка.

### Руководство
- Президент

 Фабио Диас Азеведо
- 1-й вице-президент

 Кристобаль Марте Оффис (президент NORCECA)
- 2-й вице-президент

 Роко Сикирич (президент CEV)
- Казначей и вице-президент

 Роберто Эскобар Гонсалес (представитель CSV)
- Вице-президенты

 Рамон Сузара (президент AVC)
 Бюшра Хаджидж (президент CAVB)
 Марко Туллио Гомис Тейшейра (президент CSV)
 Марк Экерт (представитель NORCECA)
 Дьюла Мештер (представитель CEV)
 Хью Грэм (представитель AVC)
 Дэниэл Молаоди (представитель CAVB)
 Мирея Луис Эрнандес (представитель гендерных меньшинств)
 Хила Асанума (представитель гендерных меньшинств)
- Генеральный секретарь —  Хью Маккатчен.

## Официальные соревнования
В рамках своей деятельности Международная волейбольная организация отвечает за проведение следующих турниров:
- Волейбольные олимпийские турниры — один раз в 4 года (совместно с МОК).
- Чемпионаты мира среди национальных сборных команд — один раз в 2 года (с 2025).
- Лига наций — ежегодно.
- Чемпионаты мира среди молодёжных сборных команд — один раз в 2 года по нечетным годам.
- Чемпионаты мира среди юниорских сборных команд — один раз в 2 года по нечётным годам.
- Чемпионаты мира среди младших юниорских сборных команд — один раз в 2 года по чётным годам.
- Чемпионаты мира среди клубных команд — ежегодно.
- Чемпионаты мира и Мировой тур по пляжному волейболу.

Упразднённые турниры:
- Кубок мира среди национальных сборных команд — проводился до 2019 один раз в 4 года.
- Всемирный Кубок чемпионов среди национальных сборных команд — проводился до 2017 один раз в 4 года.
- Мировая лига мужских национальных сборных команд — проводился до 2017 ежегодно.
- Гран-при среди женских национальных сборных команд — проводился до 2017 ежегодно.
- Чемпионаты мира среди старших молодёжных сборных команд — один раз в два года.

## Члены ФИВБ

### Европа
56 национальных федераций: Австрия, Азербайджан, Албания, Англия, Андорра, Армения, Белоруссия, Бельгия, Болгария, Босния и Герцеговина, Венгрия, Германия, Гибралтар, Гренландия, Греция, Грузия, Дания, Израиль, Ирландия, Исландия, Испания, Италия, Кипр, Косово, Латвия, Литва, Лихтенштейн, Люксембург, Мальта, Молдавия, Монако, Нидерланды, Норвегия, Польша, Португалия, Россия, Румыния, Сан-Марино, Северная Ирландия, Северная Македония, Сербия, Словакия, Словения, Турция, Украина, Уэльс, Фарерские острова, Финляндия, Франция, Хорватия, Черногория, Чехия, Швейцария, Швеция, Шотландия, Эстония.

### Азия,АвстралияиОкеания
65 национальных федераций: Австралия, Афганистан, Бангладеш, Бахрейн, Бруней, Бутан, Вануату, Восточный Тимор, Вьетнам, Гонконг, Гуам, Индия, Индонезия, Иордания, Ирак, Иран, Йемен, Казахстан, Камбоджа, Катар, Кирибати, Китай, КНДР, Республика Корея, Кувейт, Острова Кука, Кыргызстан, Лаос, Ливан, Макао, Малайзия, Мальдивы, Маршалловы Острова, Монголия, Мьянма, Науру, Непал, Ниуэ, Новая Зеландия, ОАЭ, Оман, Пакистан, Палау, Палестина, Папуа — Новая Гвинея, Самоа, Американское Самоа, Саудовская Аравия, Северные Марианские острова (Сайпан), Сингапур, Сирия, Соломоновы Острова, Таджикистан, Таиланд, Тайвань, Тонга, Тувалу, Туркменистан, Узбекистан, Фиджи, Филиппины, Французская Полинезия (Таити), ФШМ, Шри-Ланка, Япония.

### Африка
54 национальные федерации: Алжир, Ангола, Бенин, Ботсвана, Буркина-Фасо, Бурунди, Габон, Гамбия, Гана, Гвинея, Гвинея-Бисау, Джибути, Египет, Замбия, Зимбабве, Кабо-Верде, Камерун, Кения, Коморские Острова, Конго, ДР Конго, Кот-д’Ивуар, Лесото, Либерия, Ливия, Маврикий, Мавритания, Мадагаскар, Малави, Мали, Марокко, Мозамбик, Намибия, Нигер, Нигерия, Руанда, Сан-Томе и Принсипи, Свазиленд, Сейшельские Острова, Сенегал, Сомали, Судан, Сьерра-Леоне, Танзания, Того, Тунис, Уганда, ЦАР, Чад, Экваториальная Гвинея, Эритрея, Эфиопия, ЮАР, Южный Судан.

### Северная,Центральная Америкаистраны Карибского бассейна
35 национальных федераций: Ангилья, Антигуа и Барбуда, Антильские (Нидерландские) острова, Аруба, Багамские Острова, Барбадос, Белиз, Бермудские острова, Виргинские (Британские) острова, Виргинские (США) острова, Гаити, Гваделупа, Гватемала, Гондурас, Гренада, Доминика, Доминиканская Республика, Каймановы острова, Канада, Коста-Рика, Куба, Мартиника, Мексика, Монтсеррат, Никарагуа, Панама, Пуэрто-Рико, Сальвадор, Сент-Винсент и Гренадины, Сент-Китс и Невис, Сент-Люсия, Суринам, США, Тринидад и Тобаго, Ямайка.

### Южная Америка
12 национальных федераций: Аргентина, Боливия, Бразилия, Венесуэла, Гайана, Колумбия, Парагвай, Перу, Уругвай, Французская Гвиана, Чили, Эквадор.